# Hans Strackwitz

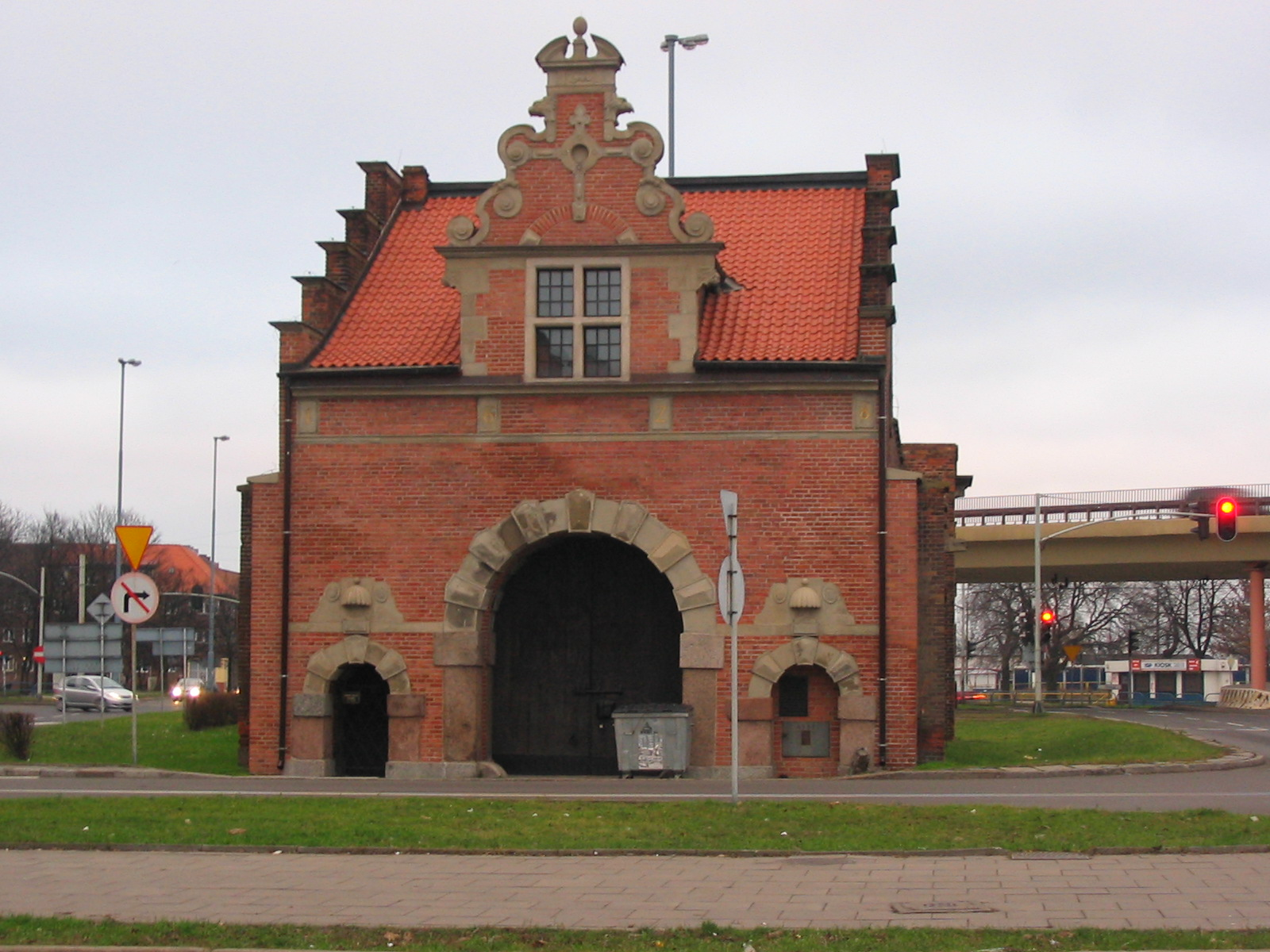
Das Langgarter Tor

Hans Strackwitz, Strakowitz, auch Strakowski, Strakofski (* 1567; † März 1642) war ein Danziger Stadtbaumeister, Maurer und Steinmetz.
Er kam um 1587 nach Danzig und trat 1594 in den Dienst der Stadt. Er war verheiratet mit Anna, Tochter des Georg Krüger. Der 1614 geborene Sohn Georg von Strackwitz wurde ebenfalls Stadtbaumeister in Danzig.
Am Anfang praktizierte Hans bei Anton van Obberghen beim Umbau des älteren Hohen Tors zur Peinkammer (1593). Er schuf die steinernen Elemente an den Fassaden des Altstädtischen Rathauses und der Großen Zeughauses (1602–1605). Dort hatte er auch die Bauleitung inne und wurde 1603 zum Stadtbaumeister ernannt.
In den Jahren nach 1610 studierte er in Holland und in Deutschland den Bau von Befestigungsanlagen als Stipendiat des Danziger Stadtrates. Nach der Rückkehr entwarf er und errichtete das Leege Tor (1626) und das Langgarter Tor (1628) und baute das Jakobstor um.
Weitere Familienmitglieder waren Ephraim, sowie Esaias von Strakowits, Ing. Seiner Königl. Maj. von Spanien.